# Придорожный (Белгородская область)
Придоро́жный — хутор в Вейделевском районе Белгородской области России. Входит в состав Городского поселения посёлок Вейделевка.

## История
В 1968 году указом президиума ВС РСФСР поселок лесопитомника переименован в Придорожный.

## Население
| 2002 | 2010 | 2012 | 2013 | 2014 | 2015 | 2016 | 2017 | 2018 |
| ---- | ---- | ---- | ---- | ---- | ---- | ---- | ---- | ---- |
| 62   | ↘58  | ↘57  | ↗60  | →60  | ↗61  | →61  | ↘57  | →57  |
| 2019 | 2020 | 2021 |      |      |      |      |      |      |
| ↘55  | ↘54  | ↗62  |      |      |      |      |      |      |